# Semana
A semana é um período correspondente a um grupo de sete dias que é o tempo de duração aproximado de uma fase lunar (¼ de ciclo lunar). Porém, a origem da expressão é mais recente e vem do latim septimana, que significava sete manhãs. Uma semana tem assim uma duração de 168 horas.
A semana foi uma evolução na medida do tempo, cujo início ocorreu pela relação do homem com a natureza e principalmente com o que mais lhe chamava atenção e influenciava em sua vida, a movimentação dos astros, da Lua, do Sol e dos planetas errantes por eles monitorados.
Na antiguidade, a Lua era muito mais significativa ao homem do que o Sol, porque iluminava as noites, conceito que hoje não é bem compreendido. A origem do período de 7 dias está intimamente ligada com sua proximidade em duração com as fases da Lua, que acabaram gerando os primeiros calendários anuais, hoje conhecidos como calendários lunares, e que também acabaram gerando em nível global os calendários semanais.
O presente dia da semana é segunda-feira.

## A representação da semana
Em Portugal, no Brasil e em todos os países de língua portuguesa existem duas formas para representação da semana.
Uma forma de representação é derivada da sequência de dias dos eventos bíblicos, sendo sábado o sétimo e último dia da semana, dia de oração e de descanso.
| País        | Idioma    | 1º dia  | 2º dia        | 3º dia      | 4º dia       | 5º dia       | 6º dia      | último dia |
| ----------- | --------- | ------- | ------------- | ----------- | ------------ | ------------ | ----------- | ---------- |
| Vários      | Português | Domingo | Segunda-feira | Terça-feira | Quarta-feira | Quinta-feira | Sexta-feira | Sábado     |
| Timor-Leste | Tetum     | domingu | segunda       | tersa       | kuarta       | kinta        | sesta       | sábadu     |

Outra forma de representação é orientada pelo trabalho, lazer e litúrgica cristã católica, sendo domingo o sétimo e último dia da semana, dia de oração e de descanso.
| País        | Idioma    | 1º dia        | 2º dia      | 3º dia       | 4º dia       | 5º dia      | 6º dia | último dia |
| ----------- | --------- | ------------- | ----------- | ------------ | ------------ | ----------- | ------ | ---------- |
| Vários      | Português | Segunda-feira | Terça-feira | Quarta-feira | Quinta-feira | Sexta-feira | Sábado | Domingo    |
| Timor-Leste | Tetum     | segunda       | tersa       | kuarta       | kinta        | sesta       | sábadu | domingu    |

As expressões segunda-feira, terça-feira, quarta-feira, quinta-feira e sexta-feira derivam de secunda feria, tertia feria, quarta feria, quinta feria e sexta feria do latim litúrgico, que representavam o segundo, terceiro, quarto, quinto e sexto dia seguintes ao Sabbatum (Dia de Descanso), no qual os Judeus e Cristãos faziam suas orações de fé e descanso no sábado, e a partir do ano 325 no Primeiro Concílio de Niceia, o domingo seria confirmado como dia de descanso cristão, e a guarda do sábado abolida no Concílio de Laodiceia, para distinguir-se dos judeus.
Portugal foi o único país do mundo que adotou os dias da semana derivados quase ipsis literis do latim litúrgico. Os outros países e povos acabaram seguindo uma evolução dos calendários de origem em astros, deuses e do relacionamento do homem com a natureza.
Para ver melhor a origem dos nomes da semana, consulte Dias da semana.

## As diferentes representações da semana
A ordem para os dias da semana mais utilizada mundialmente tem sua origem em astros e deuses quando do sistema geocêntrico e também em orientação litúrgica cristã. Esta semana é representada começando-se pela segunda-feira e terminando no domingo, sendo domingo o dia de descanso para a maioria dos povos, e o sábado e domingo o que se chama de fim de semana.
Uma segunda ordenação para os dias da semana é a de tradição muçulmana, sendo utilizado em países islâmicos e observada por seguidores desta religião. Esta semana começa sábado e termina na sexta-feira, sendo sexta-feira o dia do descanso para seus seguidores.
Uma terceira organização é a vinculada com fundamentos bíblicos, sendo utiliza por seguidores da religião judaica e por cristãos sabatistas. Esta semana começa pelo domingo terminando no sábado, sendo sábado o dia de descanso para seus seguidores.
Durante um período após a Revolução Francesa, a partir de 22 de setembro de 1792, indo até 1805, foi utilizado na França o chamado Calendário Revolucionário Francês, o qual, dentre suas modificações na contagem de tempo, definiu que cada um dos doze meses (de 30 dias, cada) do ano se dividiria em três semanas de dez dias cada.

## Representação numérica dos dias da semana
A Organização Internacional para Padronização (ISO) estabeleceu, através da norma ISO 8601, um padrão que define o dia inicial de referência e a representação numérica dos dias da semana, sendo iniciada pela Segunda-feira (dia 1) e finalizando no Domingo (dia 7).
| Nome do dia da semana   | Segunda-feira | Terça-feira | Quarta-feira | Quinta-feira | Sexta-feira | Sábado | Domingo |
| Número do dia da semana | 1             | 2           | 3            | 4            | 5           | 6      | 7       |

## A origem dos nomes dos dias da semana

### Vinculados aos astros
Os planetas clássicos (que incluem o Sol e a Lua) denominaram a semana do Império Romano. A ascensão do cristianismo fez o primeiro e último dia serem trocados por derivações de "dominicus", dia do Senhor, e "Sabá", o sétimo dia no qual Deus descansou.
De forma similar, a astrologia hindu associa os astros a planetas (Navagraha).
Na maioria das línguas românicas a denominação dos dias consoante os planetas manteve-se. Em português, porém, provém da ordem dos dias ("secunda feria" a "sexta feria")
| Idioma            | 1.º dia           | 2.º dia           | 3.º dia           | 4.º dia                | 5.º dia            | 6.º dia            | último dia             |                   |
| Línguas românicas | Línguas românicas | Línguas românicas | Línguas românicas | Línguas românicas      | Línguas românicas  | Línguas românicas  | Línguas românicas      | Línguas românicas |
| ----------------- | ----------------- | ----------------- | ----------------- | ---------------------- | ------------------ | ------------------ | ---------------------- | ----------------- |
| Latim             | Sol dies Sōlis    | Lua dies Lūnae    | Marte dies Martis | Mercúrio dies Mercuriī | Júpiter dies Iovis | Vênus dies Veneris | Saturno (dies Saturnī) |                   |
| Italiano          | domenica          | lunedì            | martedì           | mercoledì              | giovedì            | venerdì            | sabato                 |                   |
| Espanhol          | domingo           | lunes             | martes            | miércoles              | jueves             | viernes            | sábado                 |                   |
| Francês           | dimanche          | lundi             | mardi             | mercredi               | jeudi              | vendredi           | samedi                 |                   |
| Romeno            | duminică          | luni              | marți             | miercuri               | joi                | vineri             | sâmbătă                |                   |
| Galego            | domingo           | lunes             | martes            | mércores               | xoves              | venres             | sábado                 |                   |
| Catalão           | diumenge          | dilluns           | dimarts           | dimecres               | dijous             | divendres          | dissabte               |                   |
| Asturiano         | domingu           | llunes            | martes            | miércoles              | xueves             | vienres            | sabadu                 |                   |
| Estremenho        | domingu           | lunis             | martis            | miércuris              | huevis             | vienris            | sabáu                  |                   |
| Aragonês          | domingo           | lunes             | martes            | miércols               | chueves            | viernes            | sabado                 |                   |
| Aranês            | dimenge           | deluns            | demarts           | dimèrcles              | dijaus             | diuendres          | dissabte               |                   |
| Llanito           | domingo           | lunê              | martê             | mièrkolê               | hwevê              | viênê              | sàvado                 |                   |
| Romanche          | dumengia          | lündeschdi        | mardi             | mesemna                | gievgia            | venderdi           | sonda                  |                   |
| Corso             | dumenica          | luni              | marti             | mercuri                | ghjovi             | vennari            | sabbatu                |                   |

| Idioma               | 1º dia                   | 2º dia               | 3º dia               | 4º dia               | 5º dia               | 6º dia               | último dia           |                      |
| Línguas indo-arianas | Línguas indo-arianas     | Línguas indo-arianas | Línguas indo-arianas | Línguas indo-arianas | Línguas indo-arianas | Línguas indo-arianas | Línguas indo-arianas | Línguas indo-arianas |
| -------------------- | ------------------------ | -------------------- | -------------------- | -------------------- | -------------------- | -------------------- | -------------------- | -------------------- |
| Sânscrito            | Aditya, Ravi āditya-vāra | Soma, Indu soma-vāra | Mangala maṅgala-vāra | Budha budha-vāra     | Guru guru-vāra       | Shukra śukra-vāra    | Shani śani-vāra      |                      |
| Hindi                | रविवार Ravivār             | सोमवार Somavār         | मंगलवार Mangalavār     | बुधवार Budhavār        | गुरूवार Guruvār         | शुक्रवार Shukravār      | शनिवार Shanivār        |                      |
| Nepali               | आइतवार Aaitabar           | सोमवार Sombar          | मंगलवार Mangalbar      | बुधवार Budhbar         | बिहिवार Bihibar         | शुक्रवार Sukrabar       | शनिवार Sanibar         |                      |

### Vinculados aos deuses
Considerando que alguns dos astros ligados aos dias da semana tem derivação da mitologia romana, os povos germânicos colocaram deuses de suas próprias mitologias, incluindo os dois do Sol e da Lua nos primeiros dias. A exceção foi o sétimo.
| País             | Idioma                      | 1º dia                           | 2º dia                            | 3º dia                           | 4º dia                               | 5º dia                             | 6º dia                                | último dia                                           |
| ---------------- | --------------------------- | -------------------------------- | --------------------------------- | -------------------------------- | ------------------------------------ | ---------------------------------- | ------------------------------------- | ---------------------------------------------------- |
| Vários           | Protogermânico              | Sól (deus do Sol) Sunnōniz dagaz | Máni (deusa da Lua) Mēniniz dagaz | Tyr (deus da guerra) Tīwas dagaz | Wodan (pai dos deuses) Þingsas dagaz | Thor (deus do trovão) Þunras dagaz | Frigga (mãe dos deuses) Frijjōz dagaz | Saturno (pai do universo) Saturnas dagaz             |
| Vários           | Inglês                      | Sunday                           | Monday                            | Tuesday                          | Wednesday                            | Thursday                           | Friday                                | Saturday                                             |
| Vários           | Alemão                      | Sonntag                          | Montag                            | Dienstag                         | Mittwoch (meio da semana)            | Donnerstag                         | Freitag                               | Sonnabend (véspera do domingo) Samstag (dia do sabá) |
| Vários           | Neerlandês                  | zondag                           | maandag                           | dinsdag                          | woensdag                             | donderdag                          | vrijdag                               | zaterdag                                             |
| Línguas nórdicas |                             |                                  |                                   |                                  |                                      |                                    |                                       |                                                      |
| Vários           | Nórdico antigo              | sunnudagr                        | mánadagr                          | tysdagr                          | óðinsdagr                            | þórsdagr                           | frjádagr                              | laugardagr (dia do banho)                            |
| Escandinávia     | Sueco Dinamarquês Norueguês | söndag søndag sundag/søndag      | måndag mandag                     | tisdag tysdag tirsdag            | onsdag                               | torsdag                            | fredag                                | lördag laurdag lørdag                                |
| Islândia         | Islandês                    | sunnudagur                       | mánudagur                         | þriðjudagur                      | miðvikudagur (dia do meio)           | fimmtudagur                        | föstudagur                            | laugardagur                                          |
| Finlândia        | Finlandês                   | sunnuntai                        | maanantai                         | tiistai                          | keskiviikk (meio da semana)          | torstai                            | perjantai                             | lauantai                                             |

### Vinculados a liturgias
A Igreja católica combateu os nomes pagãos, mas a campanha só vingou no continente europeu em Portugal e na Galiza. Latinas feriae são "dias de repouso", "dias de festa", "férias" ou "feriados" e, segundo uns, incluem “dias de mercado” (nundinae). A Igreja santificou os dias da semana. Depois disto o primeiro dia de fé e de mercado receberia o nome de “dia do Senhor” (Dominicus dies ou Dominica dies). Por influência judaica, o sétimo se denominou “dia do sabá” (sabbatum). Quanto ao sentido de “mercado” que temos em “feira”, fora significação já Latina de "dia de mercado", na Idade Média os dias santos eram dias de mercado. Os dias tinham na designação pagã os nomes de dia da Lua, dia de Marte, dia de Mercúrio, dia de Júpiter, dia de Vénus e dia de Saturno.
De forma similar, o calendário hebreu tem a semana com os dias sendo literalmente "Primeiro Dia" (Yom Rishon – יום ראשון ) a sexto dia (Yom Shishi – יום ששי ), com exceção do sagrado "Dia do Sabá" (Yom Shabbat – יום שבת ). No calendário islâmico, o sagrado é o sexto, onde Alá criou o homem, sendo assim o "dia da congregação" (al-Jumu‘ah \الجمعة ), com os outros indo de "Primeiro Dia" (al-Aḥad / الأحد ) a "Sétimo Dia" (as-Sabt /السبت ).

### Vinculados à natureza (xamânica)
No nordeste asiático, assim como no calendário latino os dois primeiros dias são o Sol e a Lua, mas os seguintes seguem os cinco elementos da filosofia chinesa.
| País   | Idioma         | 1º dia           | 2º dia           | 3º dia           | 4º dia           | 5º dia          | 6º dia          | último dia       |
| ------ | -------------- | ---------------- | ---------------- | ---------------- | ---------------- | --------------- | --------------- | ---------------- |
| Vários | Elementos-base | Sol(日)-Yang     | Lua (月)-Yin     | Fogo (火)        | Água (水)        | Madeira (木)    | Metal (金)      | Terra (土)       |
| Vários | Língua chinesa | 星期日 Xīngqīrì  | 星期一 Xīngqīyī  | 星期二 Xīngqī'èr | 星期三 Xīngqīsān | 星期四 Xīngqīsì | 星期五 Xīngqīwǔ | 星期六 Xīngqīliù |
| Japão  | Japonês        | 日曜日 Nichiyōbi | 月曜日 Getsuyōbi | 火曜日 Kayōbi    | 水曜日 Suiyōbi   | 木曜日 Mokuyōbi | 金曜日 Kin'yōbi | 土曜日 Doyōbi    |
| Coreia | Coreano        | 일요일 Ilyoil    | 월요일 Wolyoil   | 화요일 'Hwayoil  | 수요일 Suyoil    | 목요일 Mogyoil  | 금요일 Geumyoil | 토요일 Toyoil    |

## No mês e no ano
Considerando-se a semana completa, por exemplo, de segunda-feira a domingo, um mês pode ter 4 semanas completas e uma incompleta, ou 3 semanas completas e duas incompletas. Fevereiro, porém, pode ter apenas 4 semanas completas, quando não for ano bissexto ou 3 completas e uma incompleta. O ano pode ter 52 semanas completas mais um (ou dois) dia(s) ou 51 semanas completas e duas incompletas.

## Outros calendários

### União Soviética

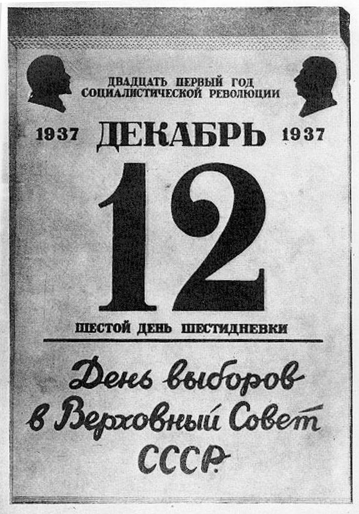
Calendário Soviético 12 Dezembro 1937(Sob o "12" lê-se) "Sexto dia da semana soviética de 6 dias" ————————— "Eleição para o Soviete Supremo da URSS"

A União Soviética que até então era adepta do calendário que haviam herdado dos bizantinos, em 1918 adotou o Calendário Gregoriano. Já em 6 de outubro de 1923, estabeleceram um calendário próprio, conhecido como Calendário Soviético Eterno. Posteriormente em 1929 ficou estabelecido novas mudanças as quais só começaram a valer em 1º de janeiro de 1930.
 Neste novo modelo o ano era dividido em 12 meses, cada mês com seis semanas de 5 dias (360 dias), não contendo sábado nem domingo. De modo a equacionar com a evolução tropica do Sol, eram adicionados mais 5 dias extras (Feriados Nacionais) a fim de completar os 365 dias.
- 1 dia consagrado a Leni, após 30/01 e antes de 1/2;
- 2 dias ao proletariado, depois de 30/4
- 2 dias à Revolução, depois de 30/10

 Em 1932, houve nova mudança no calendário, na qual o ano continuava sendo dividido em 12 meses, mas desse vez para 60 semanas de seis dias. Os novos dias da semana começaram a ser chamados de primeiro, segundo terceiro, quarto, quinto e sexto dia da semana, sendo que o 6º dia era de descanso (como o Domingo) oficial. Os cinco Feriados Nacionais permaneceram sem coincidir com esses “sextos” dias. Sendo que os feriados passaram a cair após os 6, 12, 18, 24 e 30 dias de cada mês, com exceção do mês de fevereiro que pulava do 24 para o 6 dia do mês seguinte, em virtude de um outro dia feriado estabelecido para o Primeiro de março. Como Janeiro, Março, Maio, Julho, Agosto, Outubro e Dezembro têm 31 dias, a semana depois do dia de descanso oficial do 30º dia tinha sete dias de duração. Esse dia extra era feriado para alguns e dia útil para outros. Fevereiro continuou a ter 28 ou 29 dias em função do ano bissexto e o primeiro de Março passou a ser outro dia oficial de descanso, embora nem todos locais de trabalho o adotassem.
Esse calendário foi substituído em 26 de junho de 1940, quando houve o retorno ao Calendário Gregoriano que conta com semana de sete dias.

### Oitavo dia cristão
Para os primeiros cristãos, o Domingo era o primeiro dia da semana, mas também o oitavo dia espiritual simbolizando o mundo criado após a Ressurreição de Jesus. O conceito de 8º Dia, dia do Senhor era tão somente simbólico e não tinha efeito sobre a semana de sete dias em termos de Calendário. Justino Mártir escreveu: “o primeiro dia após o Sabbath, permanecendo como o primeiro de todos os dias, é chamado, porém o oitavo, conforme o número de todos os dias do ciclo e, assim continua sendo o primeiro". Isso realmente não define a semana como tendo oito dias, uma vez que oitavo é também considerado como primeiro do novo ciclo.
Um período de oito dias, iniciando e terminando num Domingo ou começando em qualquer dia de festa e terminando no mesmo dia da semana seguinte (semana de 7 dias), é chamado de uma oitava. Por séculos essa foi uma característica muito importante do calendário litúrgico, em especial para a Igreja Católica, o qual ainda é observado, embora a quantidade dessas oitavas já tenha se reduzido muito.
Algumas igrejas modernas ainda usam e preservam essa ideia, iniciando e terminando no mesmo dia da semana e ainda a chamam de “oitava”. Como exemplo, temos a “Oitava de Prece pela Unidade Cristã” que transcorre de 18 a 25 de Janeiro ou iniciando no Domingo de Pentecostes. Organizações como o “Centro da Justiça do 8º Dia” de Chicago usa tal conceito para ações de justiça social.

### Lunar hermético
O Calendário de semana lunar Hermética foi uma das muitas reformas propostas no Calendário Gregoriano, mas não foi adotada. As semanas deveriam seguir as lunações reais e, assim, as semanas poderiam durar, dependendo das fases da lua, seis, sete, oito ou nove dias, dependendo das reais durações da Lua Cheia, Quarto Minguante, Lua Nova e Quarto Crescente.

## Não judeu-cristãos
Períodos chamados de “semanas” em calendários não relacionados com a tradição judaico-cristã:

### Três dias
Os nomes dos três primeiros dias da semana no dialeto guipuzcoano dos bascos indicam que já teria sido considerada uma semana.
1. astelehena ("semana-primeiro" 2ª feira)
2. asteartea ("semana-do meio", 3ª feira)
3. asteazkena ("semana-final", 4ª feira)

### Quatro dias
Os ibos da Nigéria têm um calendário tradicional com semana de quatro dias. É a chamada “Semana do Mercado” apresentada em obras de Chinua Achebe. O calendário ibo apresenta 13 meses para o ano de 365 dias.

### Cinco dias
Os Javaneses da Indonésia têm uma semana de cinco dias no chamado “ciclo-Pasaran”, o qual ainda é usado em superposição com o tradicional calendário de sete dias semanais Gregoriano e com o Calendário islâmico, resultando num Ciclo “Wetonan” de 35 dias.

### Seis dias
Os Akans da África Ocidental consideram um ciclo de 42 dias chamado Adaduanan. Esses 42 dias (7x6) parecem ter se originado na sobreposição das antigas semanas de seis dias que ainda existem em comunidades do norte de Guan, em Nchumuru, com as de sete dias trazidas por mercadores que vinham do sul. Essa semana de seis dias é referida como Nanson (literalmente “sete dias”) e reflete a ausência do zero nos sistemas de numeração locais. O último dia e o primeiro estão ambos incluídos na mesma contagem dos dias da semana.

### Dez dias

#### China
A semana chinesa de dez dias existiu durante o período da Dinastia Shang (1200-1045 a.C.). Legislação ao tempo da Dinastia Hang (206 a.C. – 220 d.C.) dizia que oficiais do Império Chinês deveriam repousar a cada cinco dias, no chamado mu (沐), o que foi mudado para dez dias durante a Dinastia Tang (618 – 907 d.C.), no chamado huan ou xún (旬). Os meses tinham três semanas (duravam 29 ou 30 dias, dependendo da lunação. As três semanas eram chamadas shàng xún (上旬), zhōng xún (中旬), and xià xún (下旬) cujos significados eram aproximadamente semana "superior", "medial" and "inferior"..

#### Egito
No Egito antigo havia semanas de dez dias, três semanas por mês, mais cinco dias ao final do ano.

#### Revolução Francesa
Semanas de dez dias, chamadas “décadas”, foram usadas na França (ver Calendário revolucionário francês) durante nove anos e meio desde Outubro de 1793 e Abril de 1802. Foi novamente utilizado durante 18 dias em 1871, pela Comuna de Paris.

## Outros

### Asteca

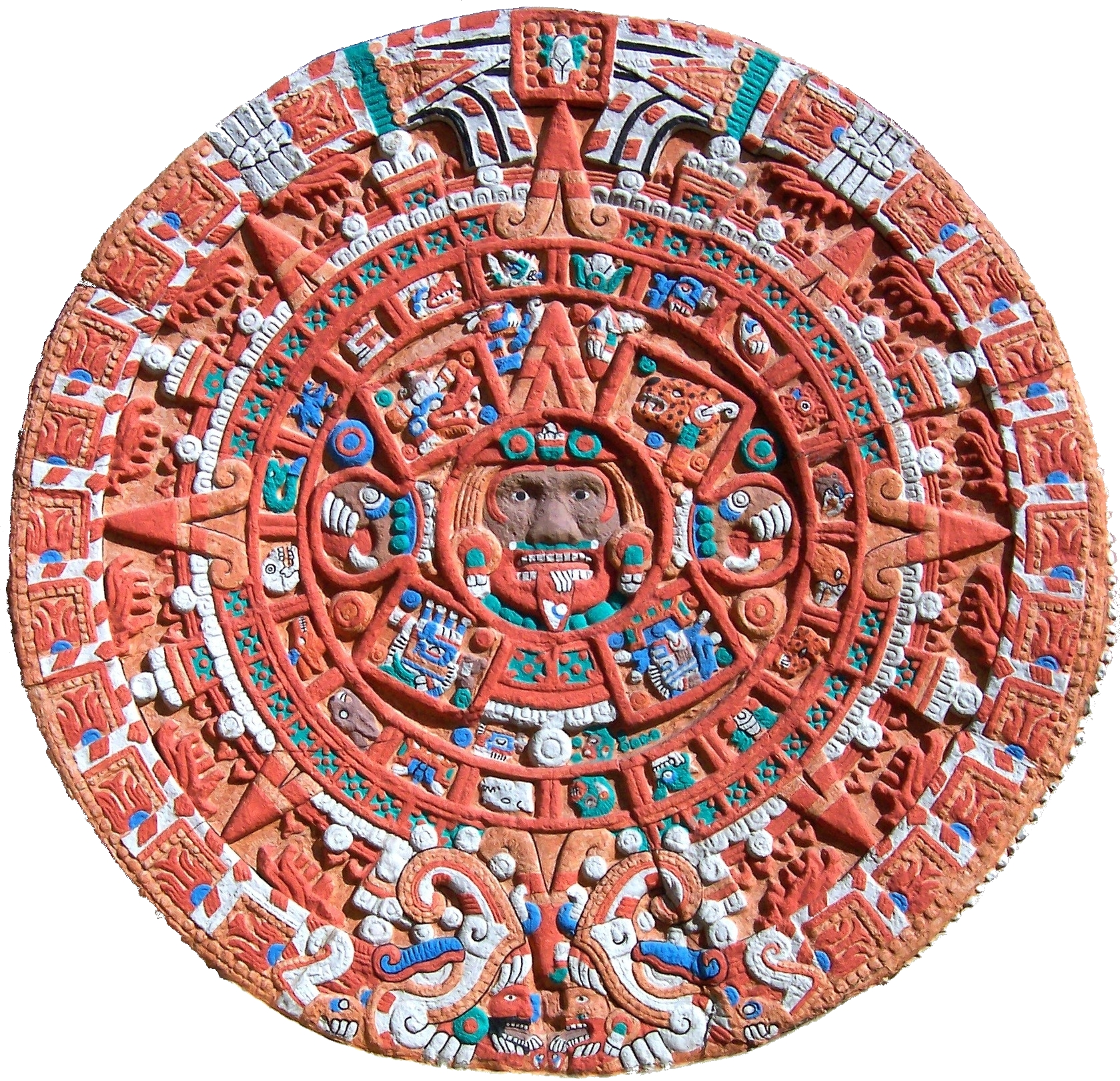
Pedra Asteca restaurada mostrando semana de 20 dias

Os Astecas dividiam seu ciclo Ritual Tonalpohualli de 260 dias em 20 semanas de treze dias.
Os mesmos dividiam o Ano Solar de 365 dias, Xiuhpohualli, em 18 períodos de 20 dias mais 5 dias adicionais sem nomes individuais, chamados em conjunto como Nemontemi. Alguns chamam esses períodos de 20 dias como meses, mas não há nenhuma relação com lunacões e, assim, a palavra semana é mais apropriada.

### Maia
Os Maias também dividiam seu ciclo de 260 dias em semanas de 13 dias, chamadas de "ondas" ou trecenas.[carece de fontes?]
Tanto para os Maias quanto os Astecas, devido ao Sistema de Numeração Vigesimal utilizado pelos povos mesoamericanos pré-colombianos, cada trecena continuava a contagem vigesimal da trecena anterior, totalizando 20 trecenas diferentes, compondo assim a matriz ou módulo harmônico Tzolk'in.
No entanto, esta contagem de dias não era uma referência ao giro da Terra ao redor do Sol, mas sim uma contagem ritualística de base espiritual, pois cada número da base vigesimal dos Maias e Astecas recebia o nome de um elemento ou animal da natureza e era associada a uma deidade.[carece de fontes?] Por isso, até hoje esta matriz é conhecida pela sua tradução, "Conta Sagrada dos Dias".
Porém, os Maias também dividiam o ano de 365 dias, por outro calendário chamado "Haab", em 18 períodos (Vinais) de 20 dias, mais 5 dias adicionais (conjunto esse chamado Wayeb'), mas que também envolvia ritualísticas espirituais.

### Sincronário das 13 Luas
Desde agosto de 1990, a Fundação Internacional para a Lei do Tempo, fundada pelo professor norte-americano Dr. José Argüelles[carece de fontes?], vinculado ao movimento mundial New Age e à Rede de Arte Planetária em mais de 90 países,[carece de fontes?] adota e propaga internacionalmente um calendário lunar perpétuo de 13 meses regulares[carece de fontes?] (chamados de Luas) de 28 dias cada (ciclo lunar médio completo), composto de 4 semanas de 7 dias, chamadas de Heptais (do grego hepta, "sete"). O calendário é chamado de Sincronário das 13 Luas (ou Sincronário da Paz, no Brasil).
Cada dia da semana tem um nome e um símbolo próprios, chamados Plasmas Radiais, e são nomeados: Dali, Seli, Gama, Kali, Alfa, Limi e Silio. Devido ao Sincronário nascer também a partir de um compilado de ciências de diversas outras culturas contemporâneas e ancestrais de várias partes do mundo, os dias da semana também são associados a elementos do Budismo e do Hinduísmo, tais como as afirmações[carece de fontes?] de Padmasambhava e os sete principais chacras.
Devido aos meses serem de 28 dias regulares, todo primeiro dia é Dali (como um Domingo), e todo dia 28 é Silio (como um Sábado). Porém, apesar de serem semanas de 7 dias como no calendário gregoriano, nem sempre Dali cai no mesmo dia que o Domingo, variando sempre a cada ano e só se ressincronizando a cada 52 anos (gregoriano, Sincronário e Tzolk'in).
Há ainda 1 dia extra localizado após o dia Silio-28 do 13º mês e o dia Dali-1 do 1º mês do ano seguinte. Este dia completa o ciclo médio de 365 dias do giro da Terra ao redor do Sol, mas não pertence a nenhuma semana ou mês, nem recebe o nome de qualquer plasma radial. Conhecido como Dia Fora do Tempo, este dia é culturalmente celebrado como Dia da Cultura, da Paz e do Perdão, e sempre corresponde ao dia 25 de julho no calendário gregoriano.

O nome "sincronário" vem do termo "syn" (junto) e "chronos" (tempo), significando a natureza sincrônica da contagem do Tempo. Apesar de ter a mesma função de macroorganizador da contagem dos dias, o sincronário não é chamado de "calendário" pois se opõe à ideia base do surgimento do calendário, que tem origem nas antigas "calendas" católicas romanas, que eram livros de registros de impostos.[carece de fontes?] O calendário gregoriano teria eventualmente promovido na mente humana o chamado "tempo artificial", enquanto o Sincronário teria a nova função de ressincronizar as pessoas ao "tempo natural".
"O tempo artificial imprime descompassos contínuos com a natureza. A frequência artificial do tempo minimiza a vida e maximiza o dinheiro, oxigenando um sistema entrópico e reducionista que leva a humanidade ao sofrimento. Produzido por relógios e máquinas, o erro no tempo já tirou o seu prazer de viver momento a momento e pode ter atrofiado a sua memória. Como nada está perdido, o estado natural da mente também pode ser resgatado, pois é fruto de um tempo natural."

(André Staehler, embaixador oficial do Law of Time Institute no Brasil, 2020).
O sincronário é utilizado simultaneamente ao Tzolk'in Maia de 260 dias, mas em uma contagem alternativa complementar. Segundo Argüelles, a harmonia espiritual, social e científica do planeta está na conjunção de duas ordens do Tempo, uma chamada de ordem cíclica 13:28 (Sincronário) e outra, a ordem sincrônica 13:20 (Tzolk'in) – a primeira descrevendo o movimento da Terra ao redor do Sol e dos 13 ciclos lunares ao redor da Terra, e a segunda descrevendo o comportamento informativo (sincrônico) da quarta dimensão.

### Bali, Indonésia
O Calendário Pawukon de 210 dias que consistia de diferentes períodos (semanas) concomitantes que podiam ter de 1 a 10 dias.